# NGC 43
NGC 43 је спирална галаксија у сазвежђу Андромеда која се налази на NGC листи објеката дубоког неба.
Деклинација објекта је + 30° 54' 56" а ректасцензија 0h 13m 0,9s. Привидна величина (магнитуда) објекта NGC 43 износи 12,7 а фотографска магнитуда 13,7. NGC 43 је још познат и под ознакама UGC 120, MCG 5-1-54, CGCG 499-79, PGC 875.